# Garganvillar
Garganvillar est une commune française située dans l'ouest du département de Tarn-et-Garonne, en région Occitanie.
Sur le plan historique et culturel, la commune est dans la Lomagne, une ancienne circonscription de la province de Gascogne ayant titre de vicomté, surnommée « Toscane française ».
Exposée à un climat océanique altéré, elle est drainée par la Gimone, le ruisseau de Saint-Michel, le ruisseau du Gat et par divers autres petits cours d'eau. La commune possède un patrimoine naturel remarquable composé de deux zones naturelles d'intérêt écologique, faunistique et floristique.
Garganvillar est une commune rurale qui compte 677 habitants en 2022, après avoir connu une forte hausse de la population depuis 1975.  Elle fait partie de l'aire d'attraction de Montauban. Ses habitants sont appelés les Garganvillarais ou  Garganvillaraises.

## Géographie

### Localisation
Garganvillar se situe à 60 km au nord-ouest de Toulouse et 30 km à l'ouest de Montauban, sur la rive gauche de la Garonne près de à sa confluence avec la Gimone.

### Communes limitrophes
Les communes limitrophes sont  Angeville, Castelferrus, Castelmayran, Cordes-Tolosannes, Fajolles, Labourgade, Lafitte, Larrazet et Sérignac.
| Angeville | Castelmayran | Castelferrus, Cordes-Tolosannes |
| Fajolles  | Garganvillar | Lafitte                         |
| Sérignac  | Larrazet     | Labourgade                      |

### Hydrographie

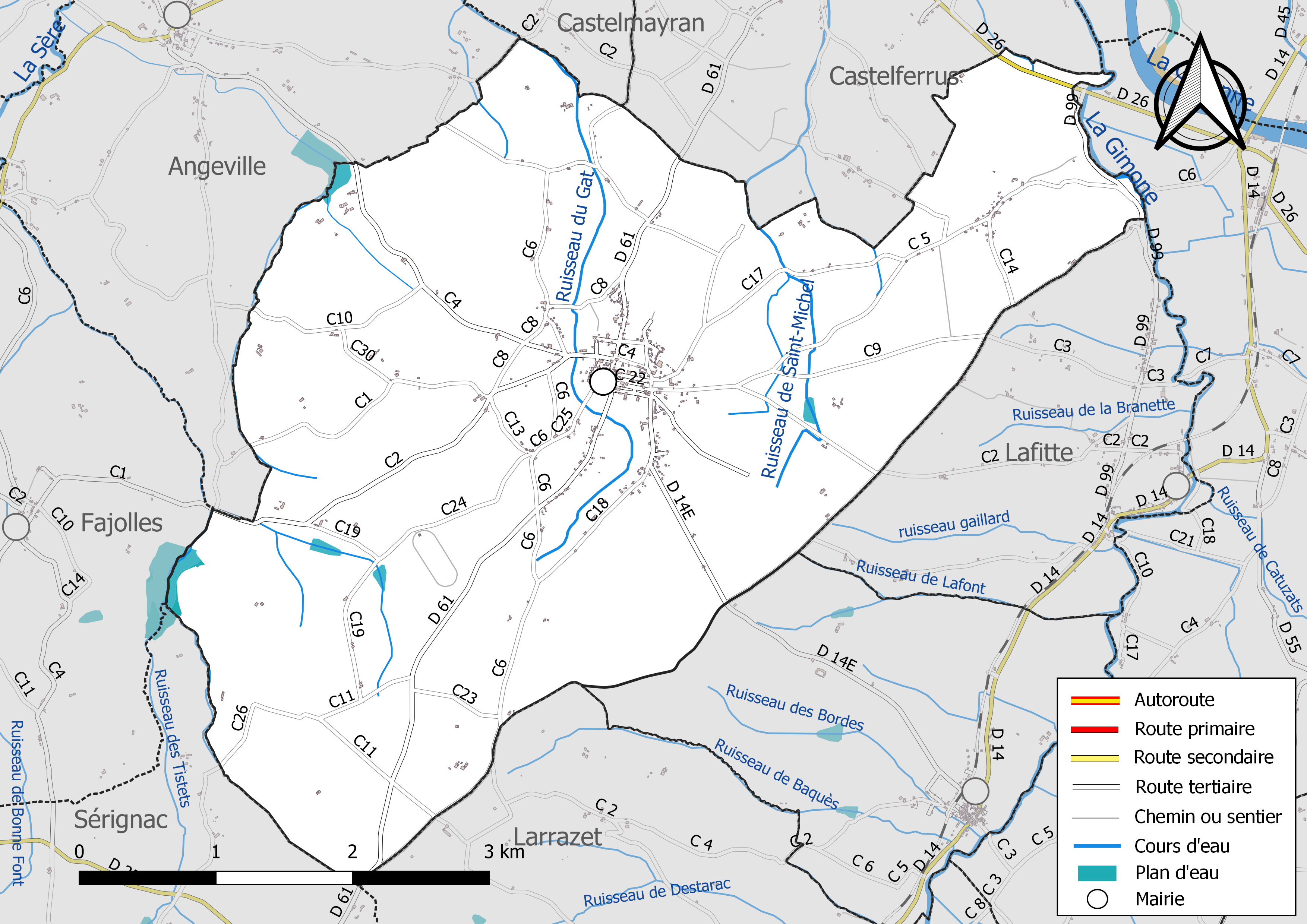
Réseaux hydrographique et routier de Garganvillar.

La commune est dans le bassin versant de la Garonne, au sein du bassin hydrographique Adour-Garonne. Elle est drainée par la Gimone, le ruisseau de Saint-Michel, le ruisseau du Gat, la Gimonasse, le ruisseau des Tistets et par divers petits cours d'eau, constituant un réseau hydrographique de 16 km de longueur totale,.
La Gimone, d'une longueur totale de 136 km, prend sa source dans la commune de Saint-Loup-en-Comminges et s'écoule du sud vers le nord. Elle traverse la commune et se jette dans la Garonne à Castelferrus, après avoir traversé 54 communes.

### Climat
Pour des articles plus généraux, voir Climat de l'Occitanie et Climat de Tarn-et-Garonne.
En 2010, le climat de la commune est de type climat du Bassin du Sud-Ouest, selon une étude du Centre national de la recherche scientifique s'appuyant sur une série de données couvrant la période 1971-2000. En 2020, Météo-France publie une typologie des climats de la France métropolitaine dans laquelle la commune est exposée à un climat océanique altéré et est dans la région climatique Aquitaine, Gascogne, caractérisée par une pluviométrie abondante au printemps, modérée en automne, un faible ensoleillement au printemps, un été chaud (19,5 °C), des vents faibles, des brouillards fréquents en automne et en hiver et des orages fréquents en été (15 à 20 jours).
Pour la période 1971-2000, la température annuelle moyenne est de 13,1 °C, avec une amplitude thermique annuelle de 15,3 °C. Le cumul annuel moyen de précipitations est de 737 mm, avec 9,8 jours de précipitations en janvier et 5,9 jours en juillet. Pour la période 1991-2020, la température moyenne annuelle observée sur la station météorologique de Météo-France la plus proche, « Sérignac », sur la commune de Sérignac à 7 km à vol d'oiseau, est de 14,0 °C et le cumul annuel moyen de précipitations est de 690,5 mm. 
La température maximale relevée sur cette station est de 42,4 °C, atteinte le 24 août 2023 ; la température minimale est de −18,9 °C, atteinte le 16 janvier 1985,,.
Les paramètres climatiques de la commune ont été estimés pour le milieu du siècle (2041-2070) selon différents scénarios d'émission de gaz à effet de serre à partir des nouvelles projections climatiques de référence DRIAS-2020. Ils sont consultables sur un site dédié publié par Météo-France en novembre 2022.

### Milieux naturels et biodiversité
L’inventaire des zones naturelles d'intérêt écologique, faunistique et floristique (ZNIEFF) a pour objectif de réaliser une couverture des zones les plus intéressantes sur le plan écologique, essentiellement dans la perspective d’améliorer la connaissance du patrimoine naturel national et de fournir aux différents décideurs un outil d’aide à la prise en compte de l’environnement dans l’aménagement du territoire.
Une ZNIEFF de type 1 est recensée sur la commune :
les « village de Saint-Aignan et boisements riverains » (281 ha), couvrant 5 communes du département et une ZNIEFF de type 2, : 
le « cours de la Gimone et de la Marcaoue » (3 085 ha), couvrant 60 communes dont cinq dans la Haute-Garonne, 37 dans le Gers, une dans les Hautes-Pyrénées et 17 dans le Tarn-et-Garonne.

Carte des ZNIEFF de type 1 et 2 à Garganvillar.
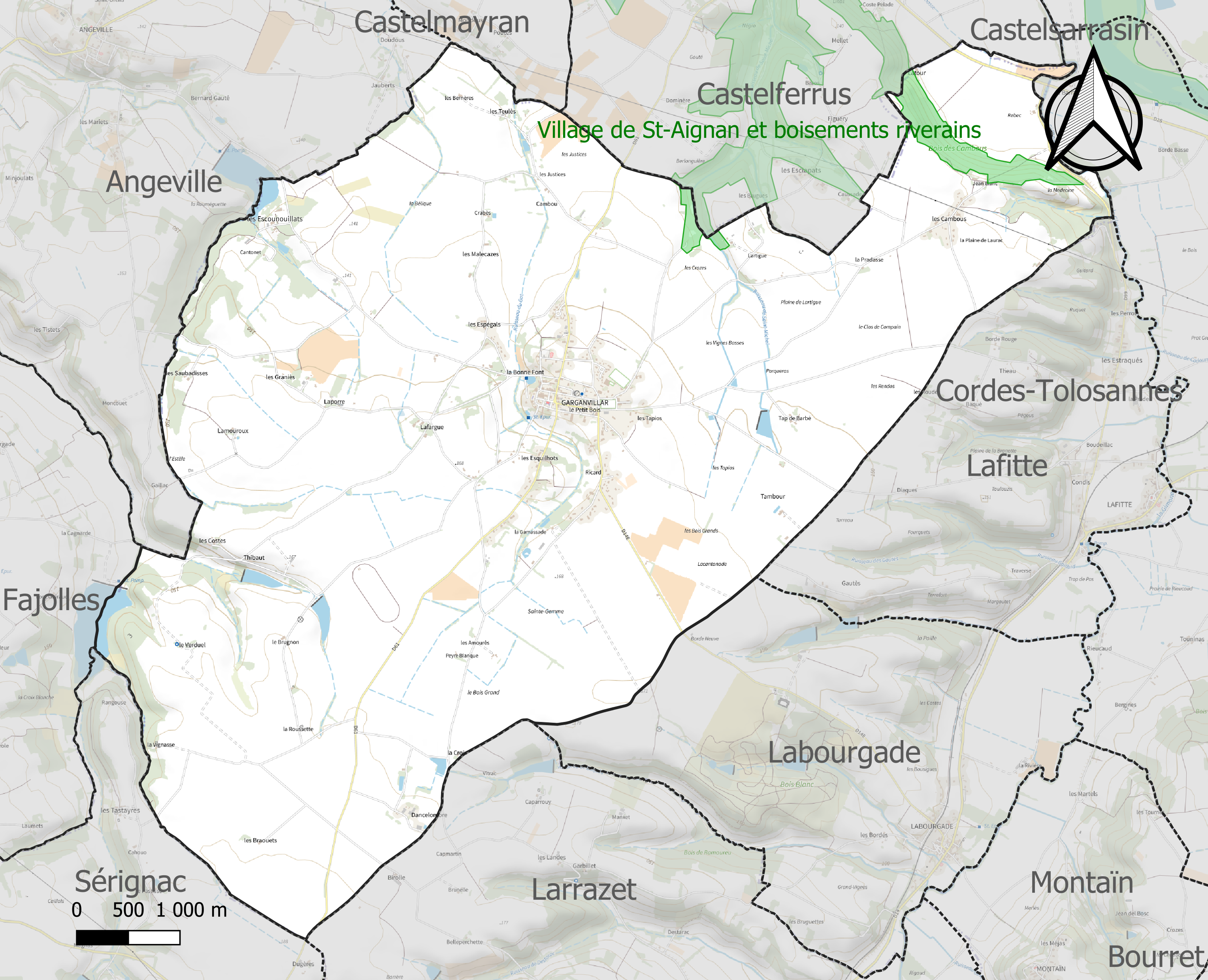
Carte de la ZNIEFF de type 1 sur la commune.
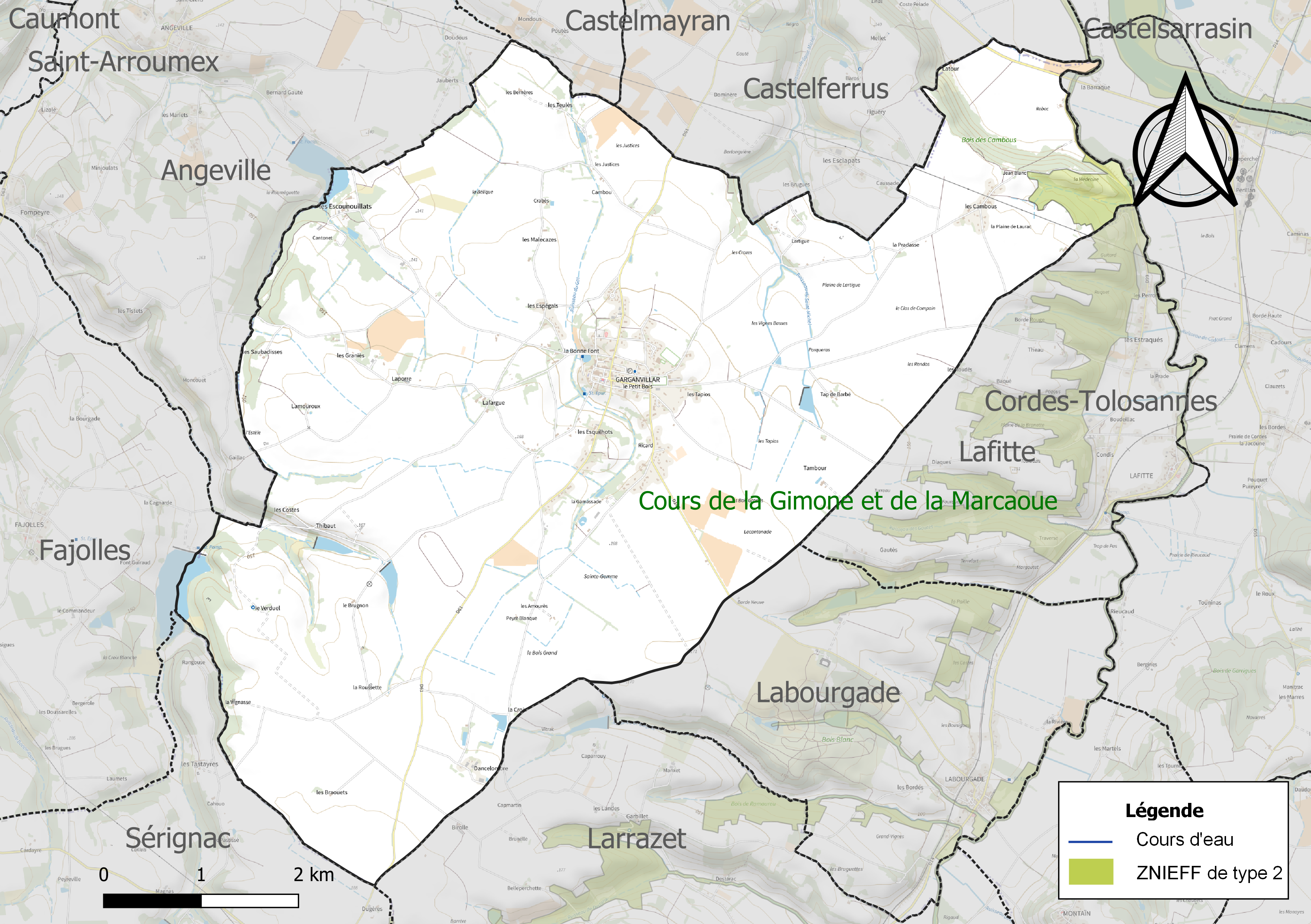
Carte de la ZNIEFF de type 2 sur la commune.

## Urbanisme

### Typologie
Au 1er janvier 2024, Garganvillar est catégorisée commune rurale à habitat dispersé, selon la nouvelle grille communale de densité à sept niveaux définie par l'Insee en 2022.
Elle est située hors unité urbaine. Par ailleurs la commune fait partie de l'aire d'attraction de Montauban, dont elle est une commune de la couronne,. Cette aire, qui regroupe 50 communes, est catégorisée dans les aires de 50 000 à moins de 200 000 habitants,.

### Occupation des sols
L'occupation des sols de la commune, telle qu'elle ressort de la base de données européenne d’occupation biophysique des sols Corine Land Cover (CLC), est marquée par l'importance des territoires agricoles (93,5 % en 2018), en diminution par rapport à 1990 (95,3 %). La répartition détaillée en 2018 est la suivante : 
terres arables (86,8 %), zones agricoles hétérogènes (6,6 %), forêts (4,7 %), zones urbanisées (1,8 %). L'évolution de l’occupation des sols de la commune et de ses infrastructures peut être observée sur les différentes représentations cartographiques du territoire : la carte de Cassini (XVIIIe siècle), la carte d'état-major (1820-1866) et les cartes ou photos aériennes de l'IGN pour la période actuelle (1950 à aujourd'hui).

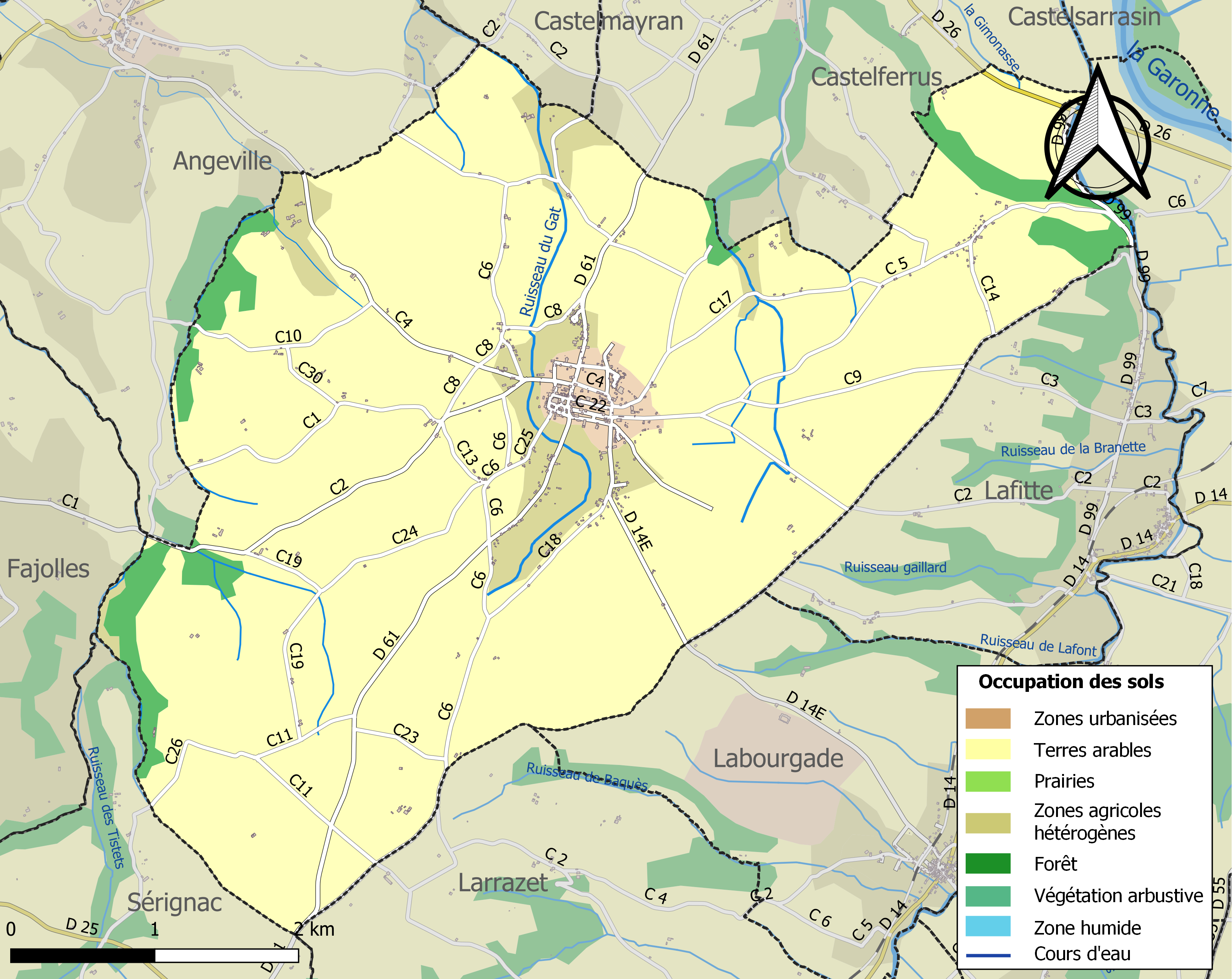
Carte des infrastructures et de l'occupation des sols de la commune en 2018 (CLC).

### Risques majeurs
Le territoire de la commune de Garganvillar est vulnérable à différents aléas naturels : météorologiques (tempête, orage, neige, grand froid, canicule ou sécheresse), inondations, mouvements de terrains et séisme (sismicité très faible). Il est également exposé à un risque technologique,  le transport de matières dangereuses. Un site publié par le BRGM permet d'évaluer simplement et rapidement les risques d'un bien localisé soit par son adresse soit par le numéro de sa parcelle.

#### Risques naturels
Certaines parties du territoire communal sont susceptibles d’être affectées par le risque d’inondation par débordement de cours d'eau, notamment la Gimone. La cartographie des zones inondables en ex-Midi-Pyrénées réalisée dans le cadre du XIe Contrat de plan État-région, visant à informer les citoyens et les décideurs sur le risque d’inondation, est accessible sur le site de la DREAL Occitanie. La commune a été reconnue en état de catastrophe naturelle au titre des dommages causés par les inondations et coulées de boue survenues en 1982, 1993, 1999 et 2018,.
Garganvillar est exposée au risque de feu de forêt. Le département de Tarn-et-Garonne présentant toutefois globalement un niveau d’aléa moyen à faible très localisé, aucun Plan départemental de protection des forêts contre les risques d’incendie de forêt (PFCIF) n'a été élaboré. Le débroussaillement aux abords des maisons constitue l’une des meilleures protections pour les particuliers contre le feu,.

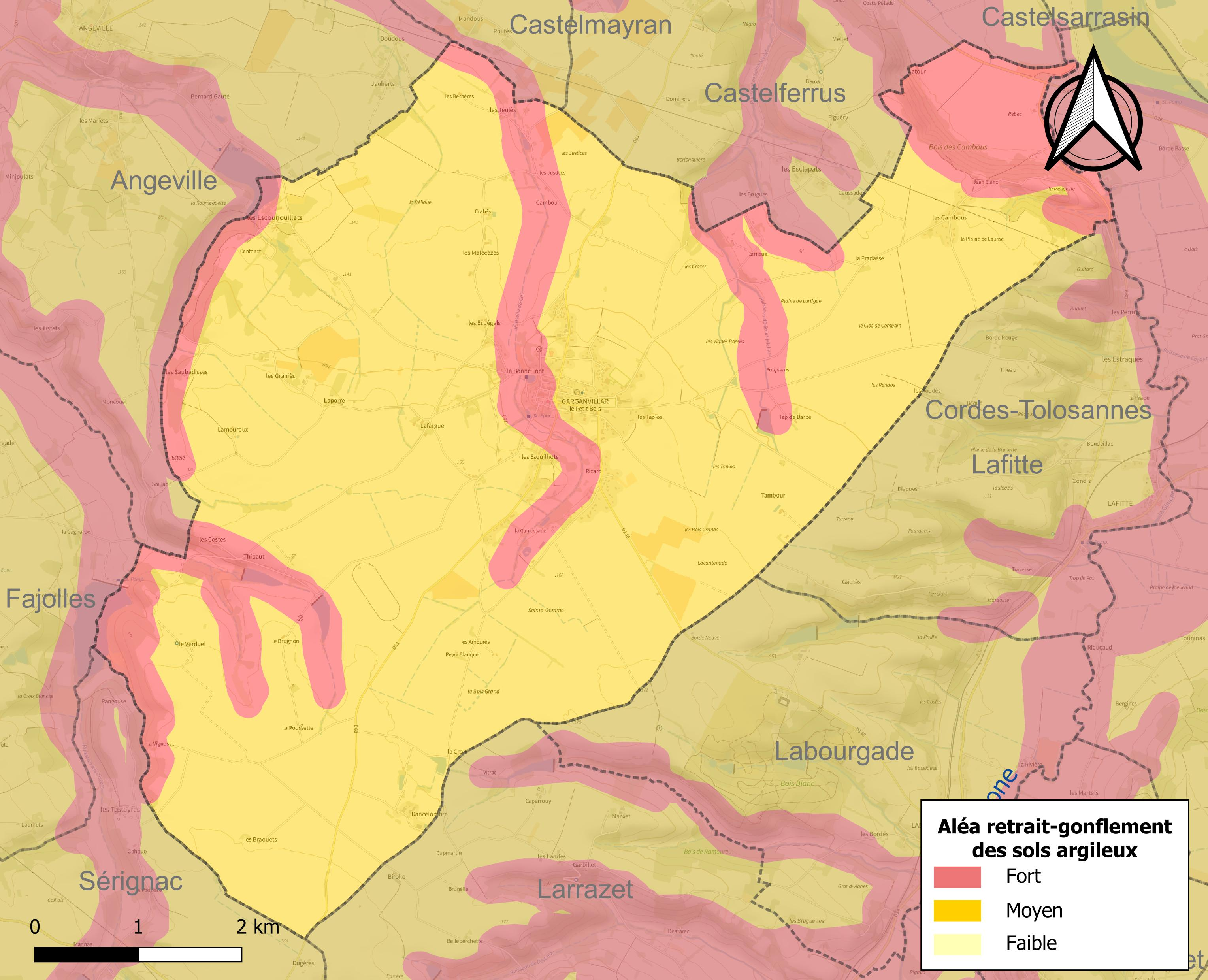
Carte des zones d'aléa retrait-gonflement des sols argileux de Garganvillar.

Les mouvements de terrains susceptibles de se produire sur la commune sont des tassements différentiels.
Le retrait-gonflement des sols argileux est susceptible d'engendrer des dommages importants aux bâtiments en cas d’alternance de périodes de sécheresse et de pluie. La totalité de la commune est en aléa moyen ou fort (92 % au niveau départemental et 48,5 % au niveau national). Sur les 283 bâtiments dénombrés sur la commune en 2019, 283 sont en aléa moyen ou fort, soit 100 %, à comparer aux 96 % au niveau départemental et 54 % au niveau national. Une cartographie de l'exposition du territoire national au retrait gonflement des sols argileux est disponible sur le site du BRGM,.
Par ailleurs, afin de mieux appréhender le risque d’affaissement de terrain, l'inventaire national des cavités souterraines permet de localiser celles situées sur la commune.
Concernant les mouvements de terrains, la commune a été reconnue en état de catastrophe naturelle au titre des dommages causés par la sécheresse en 1989, 1992, 1998, 2003, 2009, 2011, 2012, 2015 et 2017 et par des mouvements de terrain en 1999.

#### Risques technologiques
Le risque de transport de matières dangereuses sur la commune est lié à sa traversée par des infrastructures routières ou ferroviaires importantes ou la présence d'une canalisation de transport d'hydrocarbures. Un accident se produisant sur de telles infrastructures est susceptible d’avoir des effets graves sur les biens, les personnes ou l'environnement, selon la nature du matériau transporté. Des dispositions d’urbanisme peuvent être préconisées en conséquence.

## Toponymie
de Garganvilar en 1372, Garganvilla en 1573, Garganville, Garganvillar en 1720, Gurgauvilliers avant 1802, est changé en Garganvillars en 1802, Garganvillars en 1813, 1830 1835 et 1936, Garganvillar en 1913, 1925.

## Histoire
Garganvillar était fortifiée en 1367.

## Héraldique
| Blason de Garganvillar | Blason  | De gueules à la croix cléchée, vidée et pommetée de douze pièces d'or; au chef bastillé de cinq pièces, cousu d'azur et chargé d'un léopard contourné accosté de deux coquilles, le tout d'argent.         |
| Blason de Garganvillar | Détails | * Ces armes emploient le terme « cousu » dans le seul but de contrevenir à la règle de contrariété des couleurs : elles sont fautives : azur sur gueules. Le statut officiel du blason reste à déterminer. |

## Politique et administration
| Période                                  | Période  | Identité          | Étiquette | Qualité                                    |
| ---------------------------------------- | -------- | ----------------- | --------- | ------------------------------------------ |
| mars 1971                                | 2020     | Robert Descazeaux | PS        | Instituteur Conseiller général (1970-2008) |
| 2020                                     | En cours | Christian Vignaux |           |                                            |
| Les données manquantes sont à compléter. |          |                   |           |                                            |

## Démographie
L'évolution du nombre d'habitants est connue à travers les recensements de la population effectués dans la commune depuis 1793. Pour les communes de moins de 10 000 habitants, une enquête de recensement portant sur toute la population est réalisée tous les cinq ans, les populations de référence des années intermédiaires étant quant à elles estimées par interpolation ou extrapolation. Pour la commune, le premier recensement exhaustif entrant dans le cadre du nouveau dispositif a été réalisé en 2008.

En 2022, la commune comptait 677 habitants, en évolution de −0,73 % par rapport à 2016 (Tarn-et-Garonne : +3,12 %, France hors Mayotte : +2,11 %).
| 1793  | 1800 | 1806 | 1821 | 1831 | 1836 | 1841 | 1846 | 1851 |
| ----- | ---- | ---- | ---- | ---- | ---- | ---- | ---- | ---- |
| 1 007 | 886  | 884  | 936  | 927  | 954  | 916  | 916  | 895  |

| 1856 | 1861 | 1866 | 1872 | 1876 | 1881 | 1886 | 1891 | 1896 |
| ---- | ---- | ---- | ---- | ---- | ---- | ---- | ---- | ---- |
| 870  | 859  | 829  | 798  | 767  | 748  | 718  | 702  | 701  |

| 1901 | 1906 | 1911 | 1921 | 1926 | 1931 | 1936 | 1946 | 1954 |
| ---- | ---- | ---- | ---- | ---- | ---- | ---- | ---- | ---- |
| 653  | 640  | 630  | 556  | 550  | 526  | 537  | 524  | 528  |

| 1962 | 1968 | 1975 | 1982 | 1990 | 1999 | 2006 | 2008 | 2013 |
| ---- | ---- | ---- | ---- | ---- | ---- | ---- | ---- | ---- |
| 489  | 449  | 405  | 462  | 484  | 509  | 579  | 601  | 665  |

| 2018 | 2022 | - | - | - | - | - | - | - |
| ---- | ---- | - | - | - | - | - | - | - |
| 673  | 677  | - | - | - | - | - | - | - |

## Économie

### Revenus
En 2018, la commune compte 251 ménages fiscaux, regroupant 655 personnes. La médiane du revenu disponible par unité de consommation est de 19 680 € (20 140 € dans le département).

### Emploi
|                | 2008  | 2013   | 2018   |
| -------------- | ----- | ------ | ------ |
| Commune        | 7,5 % | 12,5 % | 11,4 % |
| Département    | 8,4 % | 10,2 % | 10,3 % |
| France entière | 8,3 % | 10 %   | 10 %   |

En 2018, la population âgée de 15 à 64 ans s'élève à 395 personnes, parmi lesquelles on compte 78 % d'actifs (66,6 % ayant un emploi et 11,4 % de chômeurs) et 22 % d'inactifs,. En  2018, le taux de chômage communal (au sens du recensement) des 15-64 ans est supérieur à celui du département et de la France, alors qu'en 2008 la situation était inverse.
La commune fait partie de la couronne de l'aire d'attraction de Montauban, du fait qu'au moins 15 % des actifs travaillent dans le pôle,. Elle compte 70 emplois en 2018, contre 85 en 2013 et 78 en 2008. Le nombre d'actifs ayant un emploi résidant dans la commune est de 265, soit un indicateur de concentration d'emploi de 26,5 % et un taux d'activité parmi les 15 ans ou plus de 60,5 %.
Sur ces 265 actifs de 15 ans ou plus ayant un emploi, 36 travaillent dans la commune, soit 14 % des habitants. Pour se rendre au travail, 90,2 % des habitants utilisent un véhicule personnel ou de fonction à quatre roues, 2,3 % les transports en commun, 4,2 % s'y rendent en deux-roues, à vélo ou à pied et 3,4 % n'ont pas besoin de transport (travail au domicile).

### Activités hors agriculture
26 établissements sont implantés  à Garganvillar au 31 décembre 2019.
Le secteur du commerce de gros et de détail, des transports, de l'hébergement et de la restauration est prépondérant sur la commune puisqu'il représente 23,1 % du nombre total d'établissements de la commune (6 sur les 26 entreprises implantées  à Garganvillar), contre 29,7 % au niveau départemental.

### Agriculture
La commune est dans les « Vallées et Terrasses », une petite région agricole occupant le centre et une bande d'est en ouest  du département de Tarn-et-Garonne. En 2020, l'orientation technico-économique de l'agriculture  sur la commune est la polyculture et/ou le polyélevage. 
|               | 1988  | 2000  | 2010  | 2020  |
| ------------- | ----- | ----- | ----- | ----- |
| Exploitations | 53    | 34    | 29    | 24    |
| SAU (ha)      | 1 686 | 1 460 | 1 254 | 1 098 |

Le nombre d'exploitations agricoles en activité et ayant leur siège dans la commune est passé de 53 lors du recensement agricole de 1988  à 34 en 2000 puis à 29 en 2010 et enfin à 24 en 2020, soit une baisse de 55 % en 32 ans. Le même mouvement est observé à l'échelle du département qui a perdu pendant cette période 57 % de ses exploitations,. La surface agricole utilisée sur la commune a également diminué, passant de 1 686 ha en 1988 à 1 098 ha en 2020. Parallèlement la surface agricole utilisée moyenne par exploitation a augmenté, passant de 32 à 46 ha.

## Culture locale et patrimoine

### Lieux et monuments

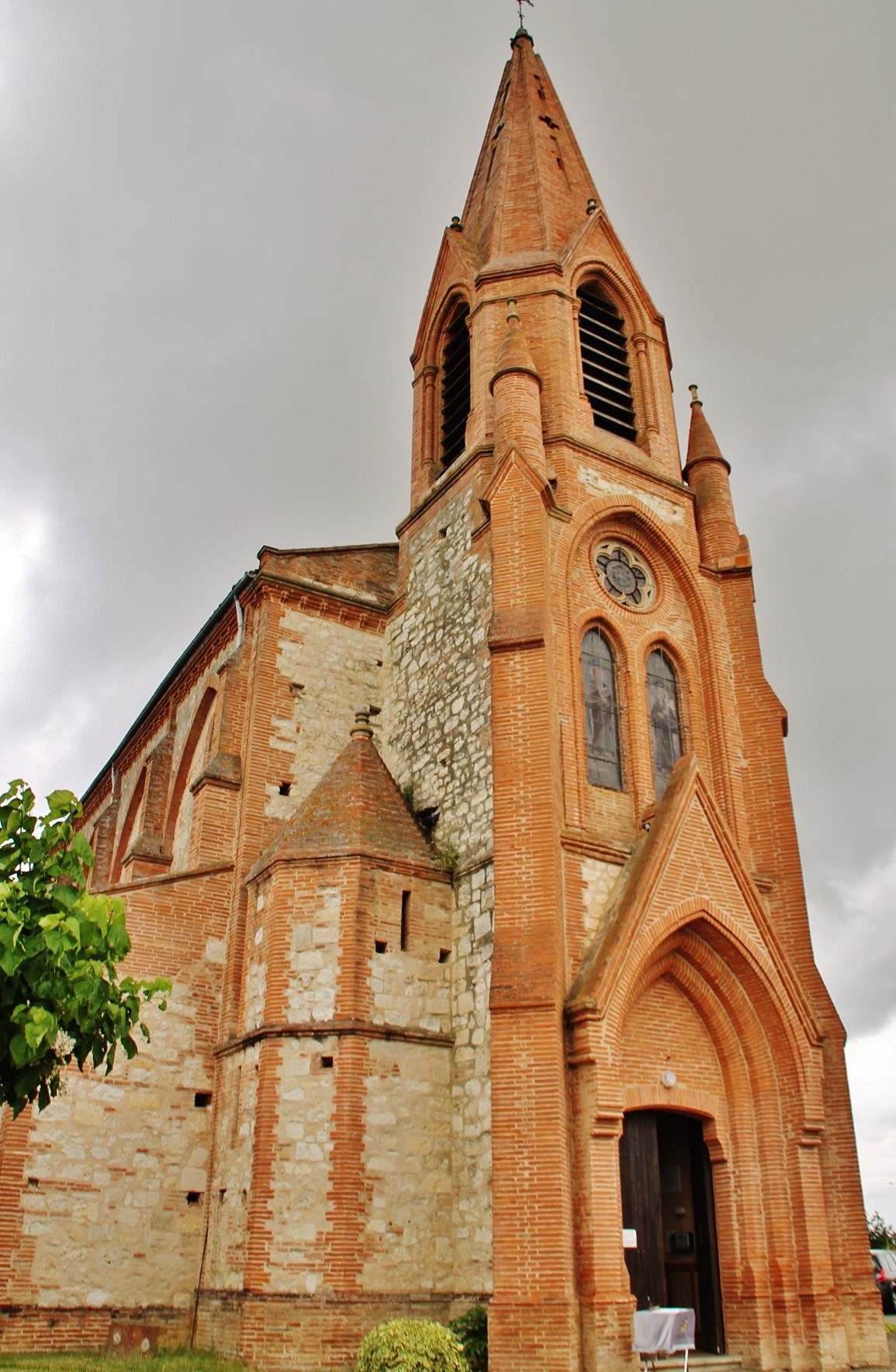
L'église Saint-Jacques de Garganvillar.

- L'église paroissiale Saint-Jacques de Garganvillar.
- Vestiges (portail) de l'ancienne Église de Garganvillar. L'édifice est référencé dans la base Mérimée et à l'Inventaire général Région Occitanie[45].

## Pour approfondir